# 拉蘇里區
拉蘇里區（西班牙語：Distrito de Rázuri），是秘魯的一個區，位於該國西北部拉利伯塔德大區的阿斯科佩省，始建於1925年5月9日，面積317.09平方公里，海拔高度8米，2005年人口7,611，人口密度每平方公里24人。